# Feels Like Tonight
"Feels Like Tonight" é o sexto single da banda americana Daughtry que está em seu álbum de estréia. O lançamento oficial da canção nos EUA foi em 8 de janeiro de 2008.

## Video clipe
O video foi filmado pelo diretor Martin Weisz. O video clipe estreou em uma segunda-feira, 14 de janeiro de 2008, na Amazon.com.
O video começa com a banda tocando em um deserto durante o dia. Quando o refrão começa, nuvens aparecem rapidamente e de repente fica de noite. Ao termino do refrão as nuvens desaparecem e vira dia de novo, contudo agora a banda aparece tocando em uma floresta. Quando o refrão é tocado pela segunda vez, vira noite de novo e Chris aparece saindo da floresta e entrando em uma porta. Quando ele aparece de novo a banda agora está no teto de um prédio na cidade, e o tempo é dia. Durante o terceira e última vez que o refrão é tocado a noite volta e a banda aparece tocando no teto do prédio com os arranha-céus da cidade iluminados atrás deles. 
O video estreou na 14ª posição na VH1 e logo depois foi para a primeira posição ficando seis semanas nessa posição. Em 15 de março o clipe perdeu lugar para o hit da cantora Rihanna com o clipe da música "Don't Stop the Music".

## Paradas musicais
| Paradas (2008)                                | Melhor posição |
| --------------------------------------------- | -------------- |
| Canadá (Canadian Hot 100)                     | 30             |
| Canadá (Billboard AC)                         | 20             |
| Canadá (Billboard CHR/Top 40)                 | 30             |
| Canadá (Billboard Hot AC)                     | 5              |
| Alemanha (Offizielle Deutsche Charts)         | 67             |
| Estados Unidos (Billboard Hot 100)            | 24             |
| Estados Unidos (Billboard Adult Contemporary) | 5              |
| Estados Unidos (Billboard Adult Top 40)       | 1              |
| Estados Unidos (Billboard Mainstream Top 40)  | 12             |